# Bolgatanga

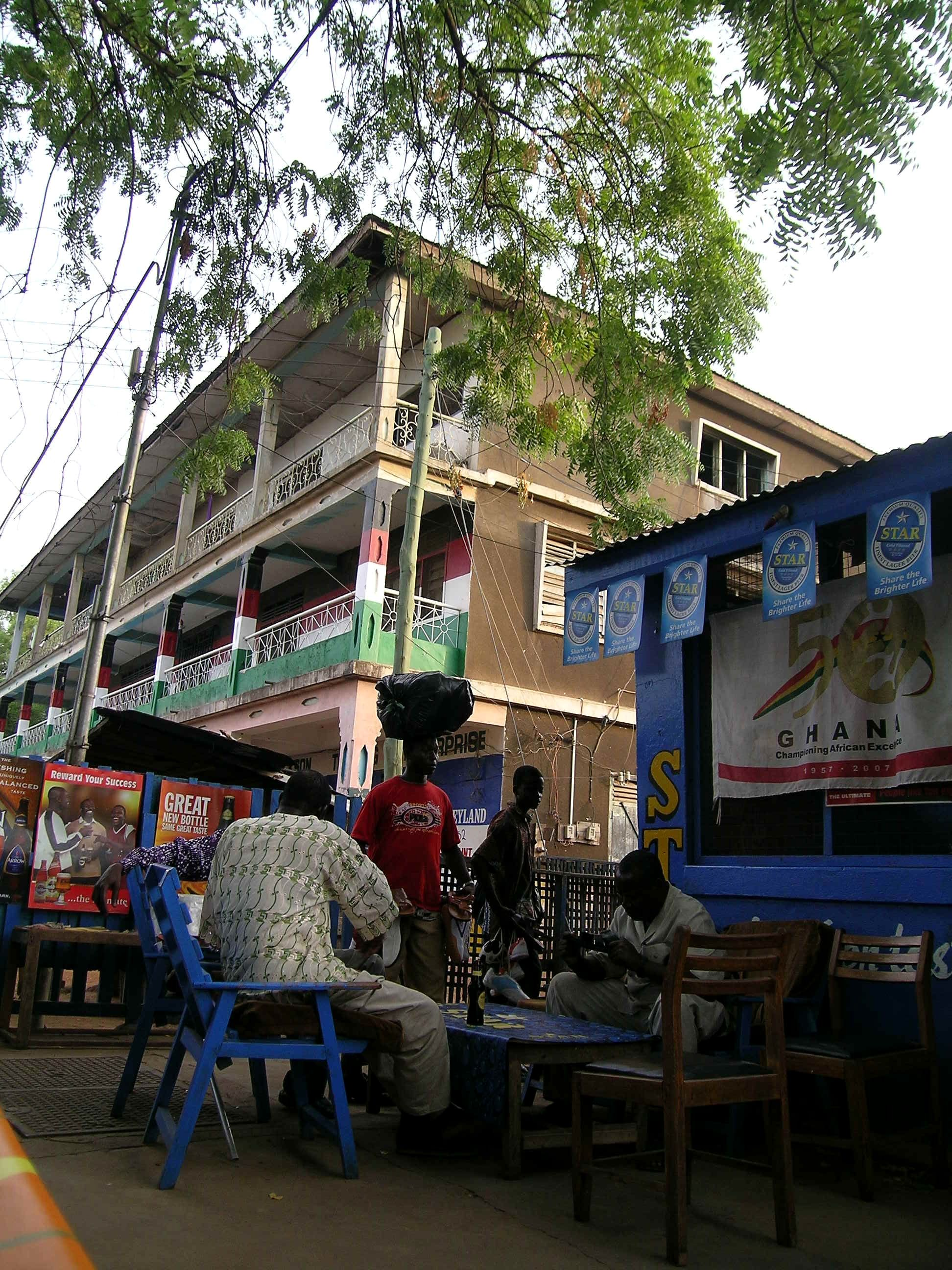
Un grupo de hombres almorzando en un restaurante en Bolgatanga.

Bolgatanga es una ciudad de Ghana con una población cercana a los 50.000 habitantes. Es capital de la región Oriental.
Tiene diversos sitios turísticos como las chozas de Tonga, las charcas de Paga, los edificios en la ciudad, el museo artesanal, etc.
Al llegar los europeos, los gurues los recibieron diciéndoles "a farafara", que significa "bienvenidos". Los europeos no lo entendieron y nombraron a la región como "Frafra".